# Inmigración cubana en España
La inmigración cubana en España se refiere al movimiento migratorio desde Cuba hacia el Reino de España. La comunidad cubana de España es de las más numerosas en Europa. Los cubanos se han concentrado principalmente en las comunidades autónomas de Canarias, Madrid y Cataluña. España y Estados Unidos son los destinos preferidos para la diáspora cubana.

## Estadísticas
Hacia 2013 unos 124.812 cubanos residen en España. La mitad de ellos tiene entre 16 y 44 años de edad y residen principalmente en Canarias, Madrid y Cataluña. La cifra ha aumentado en cinco mil personas, pese a la crisis española iniciada en 2008. De todos los emigrantes cubanos, 67.986 tienen nacionalidad española y 56.826, permiso de residencia y trabajo.
Hacia 2013, la Organización Internacional para las Migraciones reportaba 105.748 inmigrantes cubanos en España.
Uno de los motivos de inmigración es la llamada «ley de nietos» (ver Ley de Memoria Histórica de España), que extiende la nacionalidad a descendientes de españoles exiliados después de la guerra civil española de 1936-39. La ley también permitió a los nuevos nacionalizados cobrar una ayuda de retornado y a una paga de 462 euros mensuales, acreditando que no se dispone de medios para vivir. Hacia 2013 el Ministerio de Interior español informó que 183.000 cubanos se nacionalizaron españoles.
| Año  | Residentes cubanos |
| ---- | ------------------ |
| 1998 | 31.223             |
| 2003 | 65.737             |
| 2009 | 100.451            |
| 2013 | 124.812            |
| 2017 | 45.598             |
| 2021 | 61.909             |

## Historia

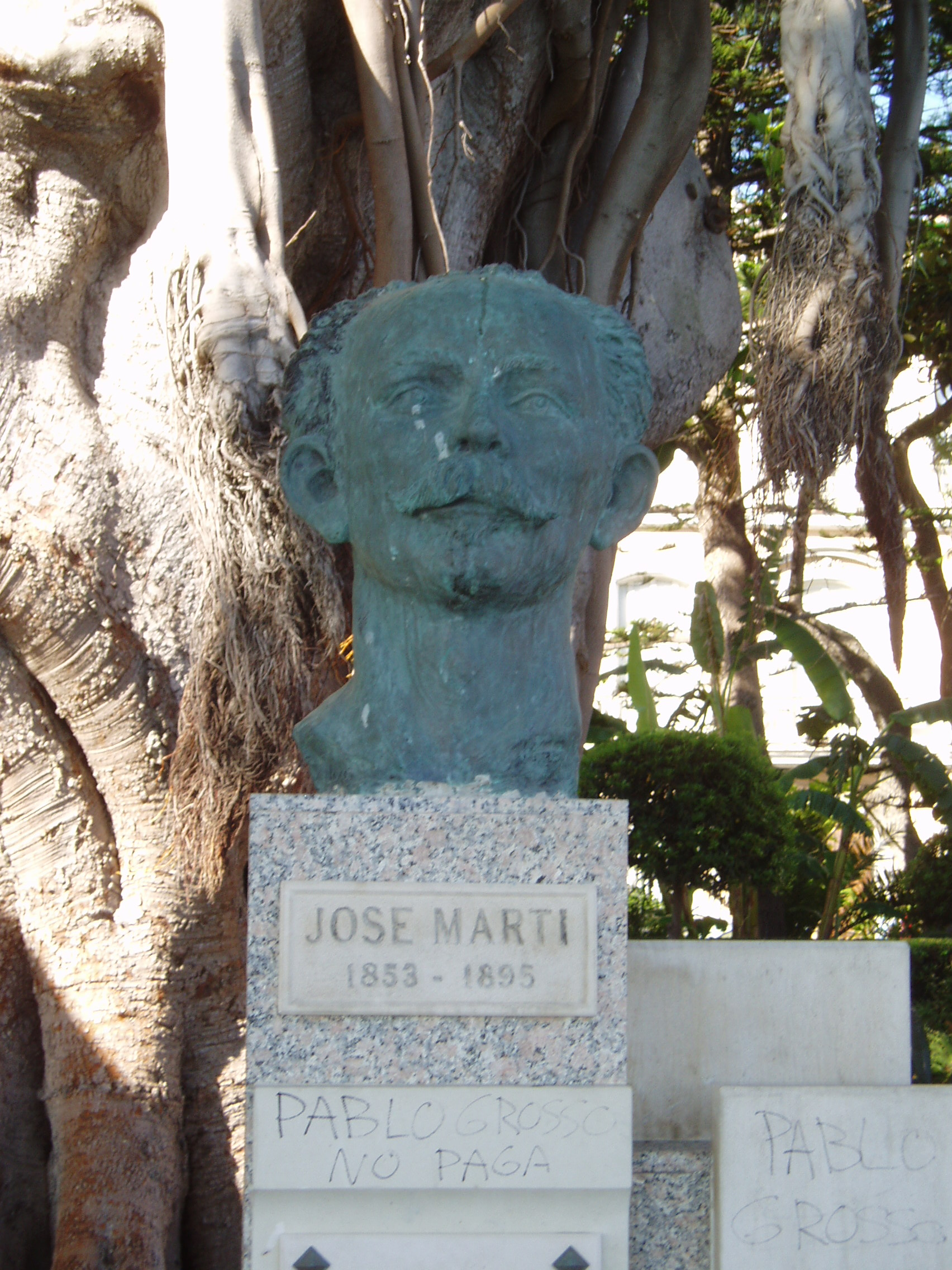
Busto de José Martí en Cádiz (Andalucía).

Debido a la «tardía» emancipación de Cuba con respecto de España (1898), ambos países mantienen nexos muy fuertes de unión.

## Artistas cubanos en España
Artistas cubanos han anclado residencia en territorio español, disímiles han sido las razones que les trajeron a España y disímiles los caminos recorridos.  
El cantante Antonio Machín llegó a España, país de su padre, donde viviría hasta su fallecimiento en 1977. 
La presentadora de televisión  Mayra Gómez Kemp llegó a España en los años setenta del siglo XX. 
También se afincó en España  Lucrecia, cantante y presentadora del programa de televisión infantil Los Lunnis. 
Roberto San Martín, hijo de la conocida actriz Susana Perez fijó su residencia en Madrid y se dio a conocer por las series Aquí no hay quien viva y Lo que se avecina. 
Orisel Gaspar, emigrada primero a Francia, llegó a España en 2004 trayendo con ella el Globo de Oro por su película Siete días siete noches, obtuvo la nacionalidad por la Ley de memoria histórica al ser nieta del emigrante canario Antonio Gaspar González natural del Draguito. Trabajó en varias series de la Televisión de Galicia, y en Madrid como directora de casting, impartió cursos, rodó varios cortometrajes, entre ellos El segundo amanecer de la ceguera, ha desarrollado en Vigo sus proyectos Boberías, Nosotros, el contenedor, y es profesora de Oratoria e Interpretación.
El conocido actor Jorge Perugorría es otro caso, no asentó residencia, pero le fue otorgada la nacionalidad española y su rostro ha frecuentado las pantallas españolas.
María Isabel Díaz Lago ha desarrollado también una amplia carrera en televisión y cine, convirtiéndose en la primera "chica almodóvar" cubana, reside en España desde 2016. 
Tony Romero, director, productor y guionista con más de veinte años dedicado al cine y la televisión, ha dado conferencias y presentado su obra en espacios cinemátográficos y socioculturales de España, alterna su labor como docente. Desde hace más de veinte años reside en Ávila donde trabaja para la productora TR Movies.
Otros artistas como Rubén Cortada,  Ana de Armas, Raul Alfonso, Abilio Estévez, Abel González Melo, Arístides Naranjo, Alexis Díaz Pimienta, Jorge Ferrera, Pedraza Ginori, Héctor Castellanos Sobrino, Liuba Cid, Marianexy Yanes, Manuel Lorenzo Abdala, Orlis Pineda, Lázaro Duyos, Ismael de la Torre, engrosan la amplia lista de cubanos que han elegido España como lugar de residencia.

### Presos políticos expatriados en 2010
En 2010, el gobierno cubano de Raúl Castro, mediante una mediación con la iglesia católica cubana y el gobierno de José Luis Rodríguez Zapatero, excarceló a España a 75 opositores detenidos en 2003. Cuando fueron detenidos, se le dictaron penas en prisión de 28 años, mediante juicios que provocaron sanciones de la Unión Europea. Fueron acusados de «atentar contra la soberanía del estado» y «conspirar con Estados Unidos». Por motivos de salud, un grupo de 23 detenidos fue liberado rápidamente, siendo seguido por el resto de los 52 meses más tarde. Todos emigraron con sus familias. En 2008, cuatro disidentes cubanos ya habían sido expatriados en España.
Los liberados viajaron en vuelos comerciales con un visado de residencia apropiado. Al llegar, recibieron atención de la Cruz Roja y de otras organizaciones humanitarias en convenio con el Ministerio del Interior español, para garantizar vivienda, manutención y acceso al trabajo durante un año. El hecho se trató de la excarcelación de presos más importante desde 1979 cuando 3.600 disidentes fueron trasladados a Estados Unidos. El acuerdo, entre Cuba y España en su totalidad, permitió el exilio de 115 presos políticos y 650 familiares.

### Crisis económica (2012-presente)
Hacia 2012 en adelante, por el agudizamiento de la crisis económica, la dificultad de conseguir empleo, la pérdida de la vivienda y la finalización de la ayuda monetaria por parte del gobierno de Mariano Rajoy, varios de los exiliados cubanos manifestaron sus deseos de retornar a la isla. Al mismo tiempo, hay analistas que afirman que miles de cubanos han abandonado España rumbo a Estados Unidos en busca de empleo y no fueron inscritos en los consulados españoles en el exterior, por lo tanto aparecen en las estadísticas españolas.
Desde 2012, debido a las modificaciones legales introducidas por el gobierno español, el Instituto Nacional de la Seguridad Social no reconoce para los cubanos el derecho a la asistencia sanitaria pública e indica que deben contratar un seguro sanitario privado para no ser «una carga al sistema sanitario público español». Algunos de los inmigrantes, optan por comprar sus medicamentos en viajes a Cuba.